# Женская сборная Сенегала по волейболу
Женская национальная сборная Сенегала по волейболу (фр. Équipe du Sénégal de volley-ball féminin) — представляет Сенегал на международных волейбольных соревнованиях. Управляющей организацией выступает Сенегальская федерация волейбола (фр. Fédération Sénégalaise de volley-ball — FSVB).

## История
Сенегальская федерация волейбола — член ФИВБ с 1961 года.
На официальной международной арене женская волейбольная сборная Сенегала дебютировала в 1991 году на Всеафриканских играх, проходивших в столице Египта Каире. Проиграв на групповой стадии командам Кении и Ганы и победив Заир и Мадагаскар, сенегальские волейболистки в основной полуфинал не вышли и финишировали на 7-й итоговой позиции. На протяжении последующих 17 лет в континентальных соревнованиях сборная Сенегала выглядела скромно, занимая места в основном в нижней части итоговой расстановки. Если во Всеафриканских играх команда Сенегала принимала участие достаточно регулярно, то в чемпионате Африки дебютировала только в 2003 году и заняла последнее 8-е место. Относительно успешными можно признать выступления сенегальских волейболисток в первенствах «чёрного континента» начиная с 2009 года, когда вот уже 5 турниров подряд сборная Сенегала останавливается лишь в шаге от призового места. В 2015 году на проходившем в Кении очередном чемпионате Африки сборная Сенегала в своей группе предварительного этапа неожиданно финишировала первой, переиграв с одинаковым счётом 3:2 команды Камеруна, Туниса и Марокко. В полуфинале же сенегалки ничего не смогли противопоставить сборной Алжира, уступив ей в трёх сетах, а в матче за «бронзу» в упорнейшей борьбе проиграли команде Камеруна 2:3, ведя по ходу матча 2:1. В 2017 сенегальские волейболистки вновь вышли в полуфинал континентального первенства, где уступили хозяйкам турнира — команде Камеруна — 0:3, затем проиграли с тем же счётом Египту в матче за «бронзу».
Кроме этого, сборная Сенегала один раз участвовала в олимпийской квалификации (в 2008) и трижды — в отборочных турнирах чемпионатов мира (2010, 2014, 2018), но успеха не добилась.
В 2019 году сборная Сенегала выиграла свои первые медали на официальных международных соревнованиях, став бронзовым призёром чемпионата Африки.
В последние годы сенегальские волейболистки регулярно выезжают играть за заграничные клубы, большей частью французские, что положительно сказывается на росте мастерства спортсменок, но негативно — на привлечении к выступлениям за национальную команду всех потенциально сильнейших игроков.

## Результаты выступлений и составы

### Олимпийские игры
Сборная Сенегала приняла участие только в одном олимпийском квалификационном турнире.
- 2008 — не квалифицировалась

### Чемпионаты мира
Сборная Сенегала участвовала в трёх отборочных турнирах чемпионатов мира.
- 2010 — не квалифицировалась
- 2014 — не квалифицировалась
- 2018 — не квалифицировалась

- 2010 (квалификация): Сохна Гейе, Амината Гейе, Бинету Сов, Бинета Ндиайе, Конья Ндиайе, Мати Файе Маме, Адама Си, Фату Хаду Бойе, Мерьем Диань, Адама Диалло, Фама Дионе, Аджи Ндайе. Тренер — Амаду Сене.
- 2014 (квалификация): Фама Дионе, Айта Гайе, Сохна Гейе, Фату Хади Бойе, Маме Фату Диуф, Конья Ндиайе, Амината Гейе, Адама Диалло, Маме Ветья Дьоп, Уми Фалль, Маме Доки Дьоп, Бинета Сов, Мбаянг Сек, Мерьем Диань, Фату Ньян Диук, Ава Диалло. Тренер — Амаду Сене.

### Чемпионат Африки
До 2001 в чемпионатах Африки сборная Сенегала не участвовала.
- 2003 — 8-е место
- 2005 — не участвовала
- 2007 — 5—6-е место
- 2009 — 4-е место
- 2011 — 4-е место
- 2013 — 4-е место
- 2015 — 4-е место
- 2017 — 4-е место
- 2019 —  3-е место
- 2021 — 7-е место
- 2023 — не участвовала
- 2011: Фату Ньян Диук, Мерьем Диань, Магатт Мбоу, Лат Солль Диань, Сохна Ндейе, Адама Диалло, Конья Ндиайе, Маме Фату Диуф, Амината Гейе, Бинету Сов, Фатумата Дакоста, Фату Хади Бойе. Тренер — Амаду Сене.
- 2013: Маме Ветья Дьоп, Амината Гейе, Бинету Сов, Айта Гайе, Конья Ндиайе, Магатт Мбоу, Лат Солль Диань, Фама Дионе, Сохна Гейе, Адама Диалло, Файе Маме Мати, Мерьем Диань. Тренер — Амаду Сене.
- 2015: Фама Дионе, Амината Гейе, Бинету Сов, Бинета Ндиайе, Фатумата Дакоста, Мбаянг Сек, Мерьем Диань, Маме Фату Диуф, Айта Гайе, Фату Ньяне Диук, Лат Солль Диань. Тренер — Амаду Сене.
- 2017: Доки Маме Диоп, Амината Гейе, Бинету Сов, Сиго Тине, Хадидиату Донде, Роффе Дезире Сисс, Айта Гайе, Фату Ньяне Диук, Мерьем Диань, Асиату Ндойе, Мбаянг Сек, Маме Фату Диуф. Тренер — Амаду Сене.
- 2019: Мбаянг Сек, Фату-Бинету Сиссе, Бинету Сов, Бинета Ндиайе, Ндейе-Фату Сар, Сиго Тине, Фату Бойе, Роффе Дезире Сисс, Хадидиату Донде, Айта Гайе, Ндейе Туре, Мерьем Диань, Жанн Диох, Асиату Ндойе. Тренер — Амаду Сене.

### Африканские игры
| - 1978 — не участвовала - 1987 — 5—6-е место - 1991 — 7-е место - 1995 — не участвовала - 1999 — 7—8-е место - 2003 — отказ от участия | - 2007 — 11-е место - 2011 — 5-е место - 2015 — 7—8-е место - 2019 — 5-е место - 2024 — отказ от участия |

- 2019: Мбаянг Сек, Фату-Бинету Сиссе, Бинету Сов, Ндейе-Фату Сар, Сиго Тине, Фату Бойе, Роффе Дезире Сисс, Хадидиату Донде, Айта Гайе, Мерьем Диань, Жанн Диох, Асиату Ндойе. Тренер — Амаду Сене.

## Игры исламской солидарности
- 2022 — 5-е место

## Состав
Сборная Сенегала на чемпионате Африки 2021.
| №  | Имя, фамилия      | Год рождения | Рост | Амплуа      | Клуб        |
| -- | ----------------- | ------------ | ---- | ----------- | ----------- |
| 1  | Мбаянг Сек        | 1996         | 185  | нападающая  | SOCOCIM     |
| 2  | Ава Ндиайе Ло     |              |      | либеро      | «Диату»     |
| 4  | Амината Файе      |              |      | нападающая  | «АСК Полис» |
| 5  | Айта Гайе         | 1994         | 183  | связующая   | «Ним»       |
| 6  | Ндейе Ндиук Туре  | 1997         | 180  | центральная | SOCOCIM     |
| 7  | Эсату Ндойе       | 1997         | 187  | нападающая  | SOCOCIM     |
| 8  | Дезире Роффе Сисс | 1989         | 175  | либеро      | ISEG        |
| 9  | Ндейе Диоп        |              |      | нападающая  | «Диату»     |
| 10 | Амината Файе      |              |      | центральная | «АСК Полис» |
| 11 | Бинета Ндиайе     | 1987         | 186  | нападающая  | «Сен-Дье»   |
| 12 | Маме Диарра Тиав  |              |      | центральная | «Диату»     |
| 13 | Жанна Диох        | 1996         | 190  | нападающая  | SOCOCIM     |
| 14 | Эсату Валло       | 1997         | 187  | нападающая  | «Диату»     |
| 16 | Бинета Ндайе Гейе | 1997         | 187  | нападающая  | «Сальтиг»   |

- Главный тренер — Франсуа Виноград.
- Тренеры — Жан-Бенуа Баджи, Ален Бодиан.